# Чаруша, Дарья Борисовна
Да́рья Бори́совна (Даша) Чару́ша (настоящая фамилия Симоне́нко; род. 25 августа 1980, Норильск, Красноярский край, СССР) — российская актриса театра и кино, певица, кинорежиссёр, сценаристка, продюсер и композитор. Музыкальную деятельность ведёт под стилизованным именем Charusha.

## Биография
Начальное музыкальное образование получила в ДШИ города Кореновска, Краснодарского края. 
Окончила музыкальное училище по классу фортепиано в г. Новороссийск. В 2003 году окончила актёрский факультет PATИ (ГИТИС, мастерская Сергея Проханова).
В 2003—2006 годах — актриса Театра Луны в Москве. В 2008 году работала в театре «Практика».
В марте 2007 года снялась в откровенной фотосессии для журнала Maxim.
С 2014 года занимается музыкальной карьерой. Написала музыку к фильму «Хардкор». На её песни «Космос», «16» и «Сансара» сняты клипы. Подписана на лейбл «Gazgolder» с августа 2015 года. В 2016 году выпускает дебютный альбом под названием «Навсегда».

### Личная жизнь
Первый брак актрисы продлился 7 лет. До брака Дарья Чаруша 6 лет встречалась с Дмитрием Дибровым.
Летом 2010 года вышла замуж за режиссёра и вокалиста группы Biting Elbows Илью Найшуллера.

## Театральные работы
- «The Rooms» (режиссёр Олег Глушков)

## Фильмография

### Актёрские работы
| Год       |    | Название                                           | Роль                                             |
| --------- | -- | -------------------------------------------------- | ------------------------------------------------ |
| 2003      | с  | Возвращение Мухтара                                | Вика                                             |
| 2004      | ф  | Женщины в игре без правил                          | Юлька                                            |
| 2005      | ф  | Неуправляемый занос                                | Света                                            |
| 2006      | с  | А зори здесь тихие                                 | Женя Комелькова                                  |
| 2006      | ф  | Из пламя и света                                   | Лиза Сушкова                                     |
| 2006      | с  | Студенты International                             | Люлькина                                         |
| 2007      | с  | Адвокат 3                                          | Алина Крюкова                                    |
| 2007      | с  | Закон и порядок: Отдел оперативных расследований 2 | Полина Бажова                                    |
| 2007      | с  | Час Волкова                                        | Даша                                             |
| 2007      | ф  | Мёртвые дочери                                     | Вера                                             |
| 2007      | тф | Родные и близкие                                   | Ольга                                            |
| 2008      | с  | Братья-детективы                                   | Имя персонажа не указано                         |
| 2008      | с  | ГИБДД и т. д.                                      | Маша                                             |
| 2008      | тф | Девочка                                            | Тома                                             |
| 2008      | тф | Эффект домино                                      | Маша                                             |
| 2008      | ф  | На краю стою                                       | Анжела                                           |
| 2008      | ф  | Никто не знает про секс 2: No sex                  | Ника                                             |
| 2008      | с  | УГРО. Простые парни 2                              | Имя персонажа не указано                         |
| 2008      | тф | Я не я                                             | Лена (любовница Виктора)                         |
| 2009      | с  | Генеральская внучка 2                              | Даша                                             |
| 2009      | с  | Захватчики                                         | Ольга Николаевна Дубинина                        |
| 2009      | ф  | Приключения Алисы. Пленники трёх планет            | Бритва                                           |
| 2009      | тф | Террор любовью                                     | Ольга Лобода                                     |
| 2010      | с  | Безмолвная страсть                                 | Анна                                             |
| 2010      | ф  | День отчаяния                                      | Настя                                            |
| 2010      | с  | Последняя минута                                   | Имя персонажа не указано                         |
| 2010      | ф  | Прятки                                             | Маша                                             |
| 2010      | с  | Сыщик Самоваров                                    | Ася                                              |
| 2010      | тф | Цветы от Лизы                                      | Юлия Маркушкина                                  |
| 2010—2012 | с  | Важняк                                             | Настя Макарова                                   |
| 2011      | ф  | Вдребезги                                          | жена Кирилла                                     |
| 2011      | с  | Гражданка начальница. Продолжение                  | Люська Ткаченко                                  |
| 2011      | тф | Зимнее танго                                       | Лида                                             |
| 2011      | ф  | Мужская женская игра                               | Ирина, бухгалтер                                 |
| 2011      | тф | Прощание славянки                                  | Валька                                           |
| 2011      | ф  | Салями                                             | Елена Березина                                   |
| 2012      | с  | В зоне риска                                       | Наташа Солнцева, лейтенант ФСИН, пресс-секретарь |
| 2012      | с  | Выхожу тебя искать 2                               | Лариса Садальская                                |
| 2012      | с  | Гром                                               | Аня                                              |
| 2012      | с  | Дикий 3                                            | Анфиса                                           |
| 2012      | ф  | Настоящая любовь                                   | Лера                                             |
| 2012      | с  | Опережая выстрел                                   | Маша                                             |
| 2013      | ф  | Бесценная любовь                                   | Наталья                                          |
| 2013      | с  | Вероника. Беглянка                                 | Лена                                             |
| 2013      | с  | Отель «Президент»                                  | Мила, гражданская жена Бориса                    |
| 2013      | ф  | Здрасьте, я ваш папа!                              | Имя персонажа не указано                         |
| 2014      | с  | На одном дыхании                                   | Глафира                                          |
| 2015      | ф  | Холодный фронт / The Cold Front                    | Саша                                             |
| 2015      | ф  | Хардкор                                            | Катя Доминатрикс                                 |
| 2016      | с  | Пьяная фирма                                       | любовница Гнилорыбова                            |
| 2017      | с  | Любимцы                                            | Евгения                                          |
| 2018      | ф  | Клубаре                                            | девушка Артура                                   |
| 2021      | ф  | Никто (фильм)                                      | подручная Юлиана                                 |

2024 фильм «Главы госсударств» - Агент Петерс

### Режиссёрские работы
- 2017 — Хороший день (короткометражный)
- 2020 — Марафон желаний (полнометражный)
- 2021 — Катя на автомате (телесериал)
- 2024 — Мальвина (полнометражный)

### Композитор
- 2009 — Захватчики
- 2012 — В зоне риска
- 2015 — Холодный фронт
- 2016 — Хардкор
- 2017 — Блокбастер
- 2017 — Хороший день (короткометражный)
- 2018 — На районе
- 2020 — Марафон желаний
- 2022 — Мать моего сына
- 2022 — Монастырь
- 2022 — Время года зима
- 2023 — Цикады
- 2023 — Кентавр
- 2024 — Мальвина (полнометражный, отменён)

## Дискография

### Студийные альбомы
- 2016 — «Холодный фронт» (альбом саундтреков)[4]
- 2016 — «Навсегда»[5]
- 2019 — «Калейдоскоп»[6]

### Синглы
- 2014 — «Космос»
- 2014 — «Moon Tears»
- 2015 — «16»
- 2015 — «16» (remix)
- 2016 — «Катюша» (совместно с Женей Мильковским)
- 2016 — «Приглашение на фестиваль Gazgolder Live» (совместно с Бастой)
- 2016 — «Stay With Me»
- 2019 — «Дай мне любовь» (совместно с Nikita Kamensky)
- 2020 — «Сахарный рай»

### В составе «303 каратиста»
- 2018 — Опиум (сингл)[7]
- 2018 — Ты теперь моя девочка (сингл)[8]
- 2018 — Утро (сингл)[9]
- 2018 — Кольца Сатурна (сингл)[10]
- 2018 — Парадайс (сингл)[11]

### Участие на релизах
- 2013 — Biting Elbows — Bad Motherfucker (макси-сингл) («Bad Motherfucker» feat. Charusha (I.O.E.2 Version))
- 2015 — Gazgolder — «К тебе» (сборник) (Скриптонит — «Космос»)
- 2016 — «Hardcore Henry» (Original Motion Picture Soundtrack) (сборник саундтреков)
- 2016 — «Хардкор» (сборник саундтреков)
- 2016 — Баста — «Баста 5» (Часть 2) («Космос»)

## Видеография
- 2014 — «Космос»
- 2015 — «16»
- 2015 — «16 (remix)»
- 2016 — «Катюша» (совместно с Женей Мильковским)
- 2016 — «Bang Bang (COVER)»
- 2016 — «Приглашение на фестиваль Gazgolder Live» (совместно с Бастой)
- 2016 — «Сансара» (при уч. Скриптонита)
- 2016 — «Останься со мной»
- 2020 — «Сахарный рай»